# Rhododendron aureum
Espèce
Rhododendron aureum est une espèce d'arbustes de la famille des Éricacées.